# Campeonato Mundial de Curling Masculino de 2004
El XLVI Campeonato Mundial de Curling Masculino se celebró en Gävle (Suecia) entre el 17 y el 25 de abril de 2004 bajo la organización de la Federación Mundial de Curling (WCF) y la Federación Sueca de Curling.
Las competiciones se realizaron en el Gävlerinken de la ciudad sueca.

## Tabla de posiciones
| Pos | Equipo         | G | P | G–P |
| --- | -------------- | - | - | --- |
| 1   | Canadá         | 9 | 0 | –   |
| 2   | Noruega        | 7 | 2 | –   |
| 3   | Suecia         | 6 | 3 | 1–0 |
| 4   | Alemania       | 6 | 3 | 0–1 |
| 5   | Escocia        | 5 | 4 | –   |
| 6   | Suiza          | 3 | 6 | 1–0 |
| 7   | Nueva Zelanda  | 3 | 6 | 0–1 |
| 8   | Dinamarca      | 2 | 7 | –   |
| 9   | Estados Unidos | 2 | 7 | –   |
| 10  | Francia        | 2 | 7 | –   |

## Cuadro final
|  | Semifinales | Semifinales |   |        | Final        | Final |  |
|  |             |             |   |        |              |       |  |
|  |             |             |   |        |              |       |  |
|  | Canadá      | 6           |   |        |              |       |  |
|  | Alemania    | 9           |   |        |              |       |  |
|  |             |             |   |        |              |       |  |
|  |             |             |   |        |              |       |  |
|  |             |             |   |        | Alemania     | 6     |  |
|  |             | Suecia      | 7 |        |              |       |  |
|  |             |             |   |        |              |       |  |
|  |             |             |   |        |              |       |  |
|  |             |             |   |        | Tercer lugar |       |  |
|  |             |             |   |        |              |       |  |
|  | Noruega     | 6           |   | Canadá | 9            |       |  |
|  | Suecia      | 8           |   |        | Noruega      | 3     |  |

## Medallistas
| Evento    | Oro                                                                                     | Plata                                                                                             | Bronce                                                                             |
| --------- | --------------------------------------------------------------------------------------- | ------------------------------------------------------------------------------------------------- | ---------------------------------------------------------------------------------- |
| Masculino | Suecia · Peter Lindholm · Tomas Nordin · Magnus Swartling · Peter Narup · Anders Kraupp | Alemania · Sebastian Stock · Daniel Herberg · Stephan Knoll · Patrick Hoffman · Markus Messenzehl | Canadá · Mark Dacey · Bruce Lohnes · Robert Harris · Andrew Gibson · Mathew Harris |